# 月刊レジャー産業資料
『月刊レジャー産業資料』（げっかんレジャーさんぎょうしりょう）は、綜合ユニコムが発行しているレジャー施設の運営や設計・動向を話題にする月刊の業界紙である。購読者層はレジャー産業にかかわる業界関係者で業種は多岐にわたる。

## 概要
- 創刊 1968年
- 発行部数 3.3万部